# جون دي. هارفي
جون دي. هارفي (بالإنجليزية: John D. Harvey)‏ (3 يونيو 1968، بوسطن في الولايات المتحدة)؛ روائي أمريكي.